# John Stollmeyer
John Michael Stollmeyer (Pittsburgh, 25 ottobre 1962) è un ex calciatore statunitense, di ruolo centrocampista.

## Carriera

### Nazionale
Ha partecipato ai Mondiali Under-20 del 1981, alle Olimpiadi del 1988 ed ai Mondiali del 1990.